# 서필리핀해
서필리핀해(영어: West Philippine Sea; 필리핀어: Kanlurang Dagat ng Pilipinas;  또는 Karagatang Kanlurang Pilipinas; 약칭 WPS) 은 필리핀 정부가 배타적 경제 수역에 포함된 남중국해 일부 지역을 공식적으로 지정하는 것이다. 이 용어는 때때로 남중국해 전체를 지칭하는 데 잘못 사용되기도 한다.

## 배경
"서필리핀해"라는 용어는 지질학 및 해양학 논문에 언급된 이후 적어도 1961년부터 국제 사회에서 사용되어 왔다. 그러나 이 용어는 원래 필리핀 군도의 동쪽에 위치한 필리핀해의 서쪽 부분을 지칭하는 데 사용되었다.
2011년 초, 베니그노 아키노 3세 대통령 재임 시절부터 필리핀 국민 정부는 필리핀 군도의 서쪽 해역을 같은 이름으로 부르기 시작했다. 이름의 새로운 정의는 국가 지도 시스템 의 목적을 위한 것이며, 월든 벨로에 따르면 "남중국해" 전체에 대한 중국의 주권 주장에 동의하지 않음을 나타내기 위한 것이다.
하원에서 아크바얀 대표 월든 벨로는 2011년 6월 정부에 남중국해의 이름을 "서필리핀해"로 바꾸는 절차를 검토할 것을 촉구하는 결의안을 제출했다. 벨로에 따르면, 서필리핀해 라는 용어는 구체적인 공간적 경계나 지리적 특성을 나타내지 않았으며, 남중국해가 중국의 바다가 아니라는 것을 반영하기 위한 것이었다. 필리핀군은 바다의 이름을 다르게 지정하자는 제안을 지지했으며, 2000년대 중반부터 서필리핀해라는 명칭을 사용해 왔다.
이는 2012년 9월 행정 명령에 의해 법제화되었으며, 필리핀 정부의 부서, 하부 조직, 기관 및 기구에서 해당 용어를 사용하도록 의무화되었다. 2012년 9월, 필리핀 정부는 정부 지도, 기타 의사소통 수단 및 문서에서 필리핀 서쪽 해역을 "서필리핀해"라는 명칭으로 지칭하기 시작할 것이라고 발표했다. 이 용어의 적용은 필리핀의 배타적 경제 수역 내의 해역에만 국한된다는 것이 명확해졌다.

### 2016년 PCA[a]판결
2016년 7월 12일, 상설중재법원(PCA)는 지명 문제와 관련 없는 소송에서 필리핀에 유리한 판결을 내렸다. 재판소는 "재판소는 당사국 간의 해상 경계를 획정하거나 남중국해에 접한 다른 국가와 관련된 해상 경계를 획정하라는 요청을 받은 적이 없으며, 그럴 의도도 없다"고 분명히 밝혔다. 재판소는 또한 "9단선" 지도를 근거로 중국은 "역사적 권리가 없다"고 판결했다.

## 법적 범위
서필리핀해를 이루는 남중국해의 해역에 대해서는 명확한 경계선이 설정되어 있지 않는다. 이 지역의 명칭을 공식적으로 정한 행정명령은 다음과 같이 정의하였다:
필리핀 군도의 서쪽 해역은 본 행정명령에 의해 서필리핀해로 명명된다. 이 해역에는 루손해와 칼라얀 군도 및 바호 데 마시놀록, 일명 스카버러 암초로 알려진 해역이 포함된다. — 제1조, 행정명령 제29호 (2012년)

필리핀 법에 따르면, 서필리핀해는 필리핀 정부가 자국의 배타적 경제 수역(EEZ)의 일부로 주장하는 남중국해의 특정 지역을 의미한다. 이 지역의 명칭은 2012년 9월 5일, 당시  베니그노 아키노 3세 대통령이 발행한 행정명령 제29호를 통해 공식화되었다. 이 명령은 또한 1978년 당시 페르디난드 마르코스 대통령 재임 중에 발행된 대통령령 제1599호를 언급하고 있으며, 이는 필리핀의 배타적 경제 수역(EEZ)을 설정한 법령이다. 또한, 2009년 글로리아 마카파갈 아로요 대통령 하의 정부에서 제정된 공화국법 제9522호(기준선법)를 언급하며, 이는 필리핀 군도의 기준선을 규정한 법률이다.
이 행정명령은 필리핀의 남중국해 배타적 경제 수역(EEZ)에 대한 주장을 명확히 하며, 이는 필리핀 정부가 서필리핀해 지역에 대해 1982년 유엔 해양법 협약에 따라 주권적 권리를 보유하고 있음을 나타낸다. 또한, "국가 지도 시스템의 목적을 위해 해양 지역에 적절한 명칭을 지정할 수 있는 고유한 권한과 권리를 보유한다"고 명시하고 있다.

## 사용

서필리핀해의 지형을 보여주는 비공식 NAMRIA 지도. 지형 이름은 필리핀 정부가 인정한 이름이다..

행정명령 제29호에 따라, 국가지도자원정보청(NAMRIA)은 정부 기관에서 제작하고 발행하는 지도에 서필리핀해라는 명칭을 사용해야 할 의무가 있다. 또한, 다른 정부 기관들도 국내외에서 이 명칭을 널리 사용하도록 요구받고 있다.
이 명령이 발행되기 전에, 필리핀의 기상청인 PAGASA는 2011년에 자국의 서쪽 해역을 지칭하기 위해 서필리핀해라는 명칭을 채택했으며, 필리핀 군도의 동쪽 해역을 지칭하기 위해서는 "필리핀해"라는 명칭을 계속 사용하였다.
서필리핀해 라는 용어는 때때로 남중국해 전체를 지칭하는 데 사용되었지만, 이러한 용법은 부정확하다는 비난을 받고 있다.
"웨스트 필리핀 해"라는 용어는 구글 지도에서 검색할 수 있게 되었다. 2025년 4월, 구글은 자사의 지도에 웨스트 필리핀 해에 대한 보다 명확한 표기를 추가하였다. 새 표기의 북서쪽에는 여전히 "남중국해"라는 명칭이 표시되어 있다. 필리핀 정부와 필리핀군은 해당 조치를 환영했으며, 중화인민공화국 외교부는 이에 반대하였다. 그러나 해당 명칭은 일시적으로 제거되었다가, 이후 다시 표시되었다.

## 메모
1. ↑  영어 약어: Permanent Court of Arbitration (PCA) 한국어: 상설중재법원

## 참고
- 필리핀해